# Vida Akoto Bamfo
Vida Akoto Banfo (sinh ngày 7 tháng 2 năm 1949) là một Tư pháp Ghana của Tòa án Tối cao Ghana.

## Tuổi thơ và giáo dục
Cô đã được đào tạo pháp lý tại Đại học Ghana, nơi cô có bằng LLB năm 1972 và tại Trường Luật Ghana, nơi cô có chứng chỉ Đủ điều kiện.

## Cuộc sống cá nhân
Vida là một người theo Cơ đốc giáo.